# Isadore Singer
Isadore Manuel Singer, född 3 maj 1924 i Detroit, Michigan, död 11 februari 2021 i Boxborough, Middlesex County, Massachusetts, var en amerikansk matematiker.
Han tog grundexamen vid University of Michigan, doktorerade vid University of Chicago och var därefter aktiv vid Massachusetts Institute of Technology där han sist var professor i matematik. Singer vann ett antal priser, bland annat Böcherpriset, Steelepriset och Abelpriset.